# Thành hệ địa chất
Thành hệ địa chất, hệ tầng địa chất hay tằng hệ địa chất (nói ngắn gọn là thành hệ, hệ tầng, hay tằng hệ) là đơn vị cơ bản của thạch địa tầng. Một thành hệ bao gồm một lượng nhất định các tầng đá với các tính chất thạch học, nham tướng có thể so sánh được hay các tính chất tương tự khác. Các thành hệ không được định nghĩa theo độ dày của các tầng đá mà chúng bao hàm và vì thế độ dày của các thành hệ khác nhau có thể dao động khá mạnh.
Khái niệm các lớp hay các tầng được định nghĩa chính thức là trung tâm của ngành khoa học địa chất gọi là địa tầng học. Một thành hệ có thể chia thành các tập và tự chúng hợp lại với nhau thành các loạt.

## Sự hữu ích
Các thành hệ cho phép các nhà địa chất có thể so sánh tương quan giữa các tầng địa chất xuyên qua các khoảng cách đủ lớn giữa các phần trồi lên và các phần lộ thiên của các tầng đá.
Các thành hệ ban đầu được miêu tả như là các mốc dấu thời gian địa chất thiết yếu, dựa trên các niên đại tương ứng và quy luật xếp chồng. Các đơn vị phân chia của niên đại địa chất là các thành hệ được miêu tả và xếp đặt theo thứ tự thời gian bởi các nhà địa chất và các nhà địa tầng học trong thế kỷ 17 và 18.
Sửa đổi hiện đại của các khoa học địa chất đã giới hạn thành hệ chỉ trong phạm vi các nhánh của thạch học, do các đơn vị thạch học được hình thành bởi các môi trường trầm tích, một số trong chúng có thể tồn tại trong hàng trăm triệu năm và sẽ vượt quá các khoảng thời gian thời địa tầng hoặc các phương pháp dựa trên hóa thạch của các loại đá có liên quan. Ví dụ, lòng chảo Hammersley là lòng chảo trầm tích liên đại Nguyên Sinh trong đó tới 1.200 triệu năm quá trình trầm tích hóa được bảo tồn trong địa tầng trầm tích nguyên vẹn, với tới 300 triệu năm được đại diện bởi một đơn vị thạch học duy nhất bao gồm thành hệ sắt dải (BIF) và đá phiến sét.
Hệ tầng địa chất thường được dùng để chỉ các lớp đá trầm tích, cũng có thể là đá biến chất và đá núi lửa. Các loại đá mácma xâm nhập nói chung không được phân chia thành hệ tầng mà được gọi là phức hệ.

## Định nghĩa thành hệ thạch địa tầng
Các thành hệ là các đơn vị thạch địa tầng chính thức duy nhất mà cột địa tầng ở mọi nơi phải được phân chia một cách trọn vẹn trên cơ sở của thạch học.
Sự tương phản về mặt thạch học giữa các thành hệ đòi hỏi phải điều chỉnh sự thay đổi có cơ sở của chúng theo độ phức tạp của địa chất khu vực và đủ chi tiết cần thiết để lập bản đồ địa chất cũng như để vạch ra lịch sử địa chất của nó.
Các thành hệ phải có khả năng được vạch ra ở thang độ bản đồ địa chất áp dụng được cho khu vực. Độ dày của các thành hệ có thể dao động từ nhỏ hơn 1 mét tới vài nghìn mét.
Các thành hệ địa chất nói chung hay được đặt tên theo khu vực địa lý mà ở đó chúng được miêu tả lần đầu tiên.
Một cách chặt chẽ thì các thành hệ không thể được định nghĩa trên bất kỳ một tiêu chí nào ngoài phạm vi thạch học. Tuy nhiên, thông thường sẽ là hữu ích nếu định nghĩa các đơn vị sinh địa tầng dựa trên các tiêu chí cổ sinh vật học, các đơn vị thời địa tầng dựa trên niên đại đá và các đơn vị hóa địa tầng dựa trên các tiêu chí địa hóa học.
Chuỗi địa tầng là một khái niệm thách thức ý tưởng về các đơn vị thạch địa tầng chặt chẽ bằng việc định nghĩa các đơn vị dựa trên các sự kiện trong các bồn địa trầm tích, chẳng hạn như biển tiến và biển lùi. Các chuỗi này là tổ hợp của các đơn vị thời địa tầng được liên kết theo thời gian và môi trường trầm tích được liên kết bởi các sự kiện địa chất diễn ra vào thời gian đó mà không quan tâm tới kích thước hạt của trầm tích.
Thuật ngữ "thành hệ" thông thường được sử dụng một cách không chính thức để nói tới việc gộp nhóm cụ thể nào đó của các loại đá, chẳng hạn những loại đá bắt gặp trong một khoảng độ sâu nhất định trong giếng dầu.
"Thành hệ" cũng được sử dụng không chính thức để miêu tả các hình dáng đôi khi kỳ dị (hình thể) mà đá có được từ các quá trình xói mòn hay trầm lắng. Một số thành hệ hang động được biết đến nhiều có các nhũ đá và măng đá.
Một thành hệ địa chất được gọi là bị bỏ rơi khi nó không còn chịu ảnh hưởng của các yếu tố địa chất đã sinh ra nó.